# Copa Libertadores de Futsal de 2018

Logo da competição

A Copa Libertadores de Futsal de 2018 é uma futura competição de clubes de futsal do continente sul-americano. Será a décima-oitava edição da principal competição de clubes de futsal do continente, a décima-sexta sob a chancela da Confederação Sul-Americana de Futebol (CONMEBOL). O torneio será disputado em Carlos Barbosa no estado brasileiro do Rio Grande do Sul, de 22 a 29 de abril.

## Participantes
A competição é disputada por 12 equipes: os atuais campeões, uma vaga de cada uma das dez associações da CONMEBOL, mais uma vaga adicional da associação anfitriã.
| País      | Equipe           | Classificação                                         |
| --------- | ---------------- | ----------------------------------------------------- |
| Argentina | Boca Juniors     | Campeão Argentino de Futsal 2017                      |
| Bolivia   | CRE              | Campeão da Liga Nacional de Futsal da Bolivia         |
| Brasil    | Carlos Barbosa   | Campeão da Libertadores de Futsal 2017                |
| Brasil    | Magnus Sorocaba  | Campeão da Supercopa 2018                             |
| Brasil    | Joinville        | Campeão Taça Brasil de Futsal 2017                    |
| Chile     | Colo Colo        | Campeão Campeonato Nacional de Futsal ANFP 2017       |
| Colombia  | Leones de Nariño | Campeão Superliga Colombiana de Fútsal 2017           |
| Equador   | Sportivo Bocca   | Campeão Campeonato Nacional Futsal del Ecuador 2017   |
| Paraguayi | Cerro Porteño    | Campeão Liga Nacional de Futsal 2017                  |
| Peru      | Panta Walon      | Campeão División de Honor de fútbol sala de Perú 2017 |
| Uruguai   | Nacional         | Campeão Campeonato Uruguayo de Fútbol Sala 2017       |
| Venezuela | Caracas          | Campeão Torneo Superior de Futsal 2017                |

## Primeira fase
|  | Equipes classificadas                         |
|  | Equipes classificadas como melhores terceiros |
|  | Equipes eliminadas                            |

### Grupo A
| Pos. | Equipe         | Pts | J | V | E | D | GP | GC | SG  |
| ---- | -------------- | --- | - | - | - | - | -- | -- | --- |
| 1    | Carlos Barbosa | 9   | 3 | 3 | 0 | 0 | 11 | 3  | +8  |
| 2    | Boca Juniors   | 6   | 3 | 2 | 0 | 1 | 13 | 6  | +7  |
| 3    | CRE            | 1   | 3 | 0 | 1 | 2 | 5  | 10 | –5  |
| 4    | Colo-Colo      | 1   | 3 | 0 | 1 | 2 | 6  | 16 | –10 |

### Confrontos
| Data   | Time 1         | Jogo | Time 2         |
| ------ | -------------- | ---- | -------------- |
| 22 abr | Colo-Colo      | 5–5  | CRE            |
| 22 abr | Carlos Barbosa | 5–3  | Boca Juniors   |
| 23 abr | Boca Juniors   | 3–0  | CRE            |
| 23 abr | Carlos Barbosa | 4–0  | Colo-Colo      |
| 24 abr | Boca Juniors   | 7–1  | Colo-Colo      |
| 24 abr | CRE            | 0–2  | Carlos Barbosa |

### Grupo B
| Pos. | Equipe        | Pts | J | V | E | D | GP | GC | SG |
| ---- | ------------- | --- | - | - | - | - | -- | -- | -- |
| 1    | Joinville     | 7   | 3 | 2 | 1 | 0 | 11 | 5  | +6 |
| 2    | Cerro Porteño | 7   | 3 | 2 | 1 | 0 | 11 | 6  | +5 |
| 3    | Caracas       | 3   | 3 | 1 | 0 | 2 | 7  | 10 | –3 |
| 4    | Panta Walon   | 0   | 3 | 0 | 0 | 3 | 2  | 10 | –8 |

### Confrontos
| Data   | Time 1        | Jogo | Time 2        |
| ------ | ------------- | ---- | ------------- |
| 22 abr | Cerro Porteño | 4–1  | Panta Walon   |
| 22 abr | Caracas       | 2–5  | Joinville     |
| 23 abr | Cerro Porteño | 5–3  | Caracas       |
| 23 abr | Panta Walon   | 1–4  | Joinville     |
| 24 abr | Panta Walon   | 0–2  | Caracas       |
| 24 abr | Joinville     | 2–2  | Cerro Porteño |

### Grupo C
| Pos. | Equipe           | Pts | J | V | E | D | GP | GC | SG  |
| ---- | ---------------- | --- | - | - | - | - | -- | -- | --- |
| 1    | Magnus Sorocaba  | 7   | 3 | 2 | 1 | 0 | 19 | 4  | +15 |
| 2    | Leones de Nariño | 7   | 3 | 2 | 1 | 0 | 12 | 4  | +8  |
| 3    | Nacional         | 3   | 3 | 1 | 0 | 2 | 4  | 14 | –10 |
| 4    | Bocca            | 0   | 3 | 0 | 0 | 3 | 2  | 15 | –13 |

### Confrontos
| Data   | Time 1           | Jogo | Time 2           |
| ------ | ---------------- | ---- | ---------------- |
| 22 abr | Bocca            | 0–2  | Nacional         |
| 22 abr | Magnus Sorocaba  | 2–2  | Leones de Nariño |
| 23 abr | Leones de Nariño | 4–1  | Nacional         |
| 23 abr | Magnus Sorocaba  | 7–1  | Bocca            |
| 24 abr | Leones de Nariño | 6–1  | Bocca            |
| 24 abr | Nacional         | 1–10 | Magnus Sorocaba  |

## Fase final
Todos os jogos seguem horário local (UTC−3).
|  | Quartas de final | Quartas de final |                |               | Semifinais      | Semifinais     |  |  | Final | Final |
|  |                  |                  |                |               |                 |                |  |  |       |       |
|  |                  |                  |                |               |                 |                |  |  |       |       |
|  |                  |                  |                |               |                 |                |  |  |       |       |
|  | Carlos Barbosa   | 6                |                |               |                 |                |  |  |       |       |
|  | Carlos Barbosa   | 6                |                |               |                 |                |  |  |       |       |
|  | Nacional         | 0                |                |               |                 |                |  |  |       |       |
|  | Nacional         | 0                | Carlos Barbosa | 6             |                 |                |  |  |       |       |
|  |                  |                  | Carlos Barbosa | 6             |                 |                |  |  |       |       |
|  |                  | Cerro Porteño    | 1              |               |                 |                |  |  |       |       |
|  | Cerro Porteño    | Cerro Porteño    | 1              | 3             |                 |                |  |  |       |       |
|  | Cerro Porteño    |                  |                | 3             |                 |                |  |  |       |       |
|  | Leones de Nariño | 0                |                |               |                 |                |  |  |       |       |
|  | Leones de Nariño | 0                | Carlos Barbosa | 4             |                 |                |  |  |       |       |
|  |                  |                  | Carlos Barbosa | 4             |                 |                |  |  |       |       |
|  |                  | Joinville        | 1              |               |                 |                |  |  |       |       |
|  | Joinville        | Joinville        | 1              | 3(5)          |                 |                |  |  |       |       |
|  | Joinville        |                  |                | 3(5)          |                 |                |  |  |       |       |
|  | Caracas          | 3(4)             |                |               |                 |                |  |  |       |       |
|  | Caracas          | 3(4)             | Joinville      | 5             | Terceiro lugar  | Terceiro lugar |  |  |       |       |
|  |                  |                  | Joinville      | 5             | Terceiro lugar  | Terceiro lugar |  |  |       |       |
|  |                  | Magnus Sorocaba  | 4              |               |                 |                |  |  |       |       |
|  | Magnus Sorocaba  | Magnus Sorocaba  | 4              | 4             | Magnus Sorocaba | 6              |  |  |       |       |
|  | Magnus Sorocaba  |                  |                | 4             | Magnus Sorocaba | 6              |  |  |       |       |
|  | Boca Juniors     | 3                |                | Cerro Porteño | 5               |                |  |  |       |       |
|  | Boca Juniors     | 3                |                |               | 5               |                |  |  |       |       |
|  |                  |                  |                |               |                 |                |  |  |       |       |
|  |                  |                  |                |               |                 |                |  |  |       |       |

## Premiação
| Campeão                    |
| Brasil                     |
| -------------------------- |
| Carlos Barbosa (6º título) |

## Referencias
1. ↑  «Carlos Barbosa será o anfitrião da Libertadores da América de Futsal 2018». Globoesporte
2. ↑  «Joinville vai disputar a Libertadores 2018» (em inglês)